# المجلس الإسلامي الأمريكي
المجلس الإسلامي الأمريكي (يُعرف اختصارًا بـ AMC) هو منظمة خيرية إسلامية مُسجلة في الولايات المتحدة. يقع مقر المجلس في شيكاغو بإلينوي.
تأسّست المنظمة عام 1990 على يدِ عبد الرحمن العمودي بدعم من جماعة الإخوان المسلمين، كما كان العمودي القائد السابق للجمعية الإسلامية في بوسطن. قام المجلس الإسلامي الأمريكي في وقت لاحق بإعادة تنظيم نفسه كما قام بنقل مقر القيادة الوطنية من واشنطن العاصمة إلى شيكاغو. في الوقت الحالي؛ تحملُ المنظمة اسم «المجلس الإسلامي الأمريكي» وتختلف عن المجلس الإسلامي الذي أسسه العمود حيث تتميّز باعتبرها أكثر اعتدالا بكثير.
شارك المجلس الإسلامي الأمريكي في الدفاع عن أستاذ حركة الجهاد الإسلامي الفلسطينية القائد سامي العريان في جنوب فلوريدا وذلك عقبَ تشكيكه في حكومة الولايات المتحدة وذلك بعدما نشرت هذه الأخيرة خبرًا يُفيد بأنّ سامي قد شاركَ في أنشطة إرهابية. عمل المجلس الإسلامي الأمريكي على إنتاج كُتيّب ذكرت فيه أن «المباحث الفيدرالية لها تاريخ من مضايقة وإيذاء الأقليات والجاليات المهاجرة.» بحلول الثاني من مارس/آذار من عام 2006 تم اتهام سامي العريان بالتآمر ومساعدة حركة الجهاد الإسلامي في فلسطين المصنّفة كإرهابية لدى العديد من الدول. حُكم على العريان بالسّجنِ 57 شهرا ثم صدر أمر بترحيله في وقت لاحق.
المجلس الإسلامي الأمريكي هو عضو في الجمعية الأمريكية الإسلامية السياسية (AMPCC) جنبا إلى جنب مع تحالف المسلمين الأمريكيين (AMA) بالإضافة إلى مجلس العلاقات الأمريكية الإسلامية وكذا المجلس الإسلامي للشؤون العامة (MPAC). يعمل المجلس كذلك على تنسيق الأعضاء داخل باقي المنظمات كما يعمل على تنظيم عددٍ من النشاطات في الولايات المتحدة.